# Logaritmo
En análisis matemático el logaritmo con base {\displaystyle b} de un número real positivo {\displaystyle n} es el exponente {\displaystyle x} de {\displaystyle b} para obtener {\displaystyle n}:
{\displaystyle \log _{b}n=x\quad \Leftrightarrow \ \quad b^{x}=n}
La base tiene que ser positiva y distinta de 1.
Cuando la base es 10, esta no se pone, y se escribe como {\displaystyle \log n=x} y cuando es {\displaystyle {\text{e}}\,} se escribe como {\displaystyle \ln n=x}
Así, el logaritmo de 1000 en base 10 es 3, porque 10 al cubo vale 1000:
{\displaystyle \log _{10}1000=3\quad \Leftrightarrow \ \quad 10^{3}=1000}
De la misma manera que la operación opuesta de la suma es la resta y la de la multiplicación la división, el cálculo de logaritmos o logaritmación es la operación inversa a la exponenciación de la base del logaritmo.
Para representar la operación de logaritmo en una determinada base se escribe la abreviatura log y como subíndice la base, y después el número cuyo logaritmo se desea hallar o expresar. Por ejemplo, 35=243, luego log3243=5. Cuando se sobreentiende la base, se puede omitir.
Los logaritmos fueron introducidos por John Napier a principios del siglo XVII como un medio de simplificación de los cálculos y fueron prontamente adoptados por científicos, ingenieros, banqueros y otros para realizar operaciones fácil y rápidamente, usando reglas de cálculo y tablas de logaritmos. Estos dispositivos se basan en el hecho, importante en sí mismo —por identidades logarítmicas—, de que el logaritmo de un producto es la suma de los logaritmos de los factores:
{\displaystyle \log _{b}(xy)=\log _{b}(x)+\log _{b}(y).\,}
La noción actual de los logaritmos proviene de Leonhard Euler, quien los conectó con la función exponencial en el siglo XVIII y también introdujo el Número de Euler (representado por la letra e) como base de los logaritmos naturales.

## Introducción
Los logaritmos, que hacen posible transformar una multiplicación en una suma, una división en una resta, una potencia en un producto y una raíz en una división, tuvieron gran importancia porque simplificaban los cálculos numéricos; hoy en día, con las calculadoras y los ordenadores, las operaciones con logaritmos han cambiado sustancialmente.

## Definición
Se define el logaritmo como el proceso de hallar el exponente al cual fue elevada la base para obtener un número.
Dado un número real (argumento {\displaystyle x}), la función logaritmo le asigna el exponente {\displaystyle n} (o potencia) a la que un número fijo {\displaystyle b} (base) se ha de elevar para obtener dicho argumento. Es la función inversa de {\displaystyle b} a la potencia {\displaystyle n}. Esta función se escribe como: {\displaystyle n=\log _{b}(x)}, lo que permite obtener {\displaystyle n}.

{\displaystyle \log _{b}(x)=n\Leftrightarrow b^{n}=x}

Se lee: logaritmo en base {\displaystyle b} de {\displaystyle x} es igual a {\displaystyle n}, si, y solo si {\displaystyle b} elevado a {\displaystyle n} da como resultado {\displaystyle x}.
Para que la definición sea válida, la base {\displaystyle b} tiene que ser positiva y distinta de 1: {\displaystyle b\in (1,\infty )}, y la {\displaystyle x} tiene que ser positiva: {\displaystyle \forall x>0}.
Así, en la expresión {\displaystyle 10^{2}=100}, el logaritmo en base 10 de 100 es 2; y se escribe como {\displaystyle \log _{10}(100)=2}.

## Propiedades generales

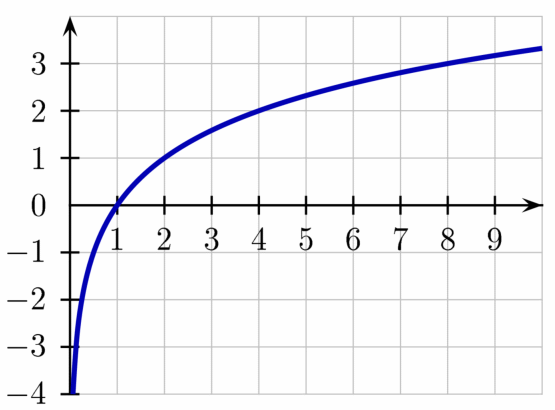
Gráfica de la función logaritmo en base 2. Obsérvese que la función es estrictamente creciente y que sólo está definida para números positivos.

Los logaritmos, independientemente de la base elegida, cumplen una serie de propiedades comunes que los caracterizan. Así, el logaritmo de su base es siempre 1; logb b = 1 ya que b1 = b. El logaritmo de 1 es cero (independientemente de la base); logb 1=0 ya que b0 = 1.
Si b es entero (Z) y el número real a se encuentra dentro del intervalo 0 <  a < 1, entonces logb a da un valor negativo o se dice que es un logaritmo negativo. Es evidente, ya que si el logaritmo de 1 es cero, entonces valores reales menores que uno serán negativos por ser la función logarítmica estrictamente creciente y cuyo recorrido es (-∞, +∞). También usando la identidad logarítmica logb(x/y)=logb x - logb y; puesto que a pertenece al intervalo 0 <  a < 1, su inverso a-1 será mayor que uno, con lo que logb(a)=logb(1/a-1) = logb 1 - logb(a-1)= -logb(a-1). Lo cual puede resumirse así: Sea b ∈ Z  ∧ 0<a<1 ⇒ logb(a)= -c.
Los números negativos no tienen logaritmo en el cuerpo de los reales R, ya que cualquiera que sea el exponente n, se tendrá siempre que bn será mayor que cero, bn > 0; en consecuencia, no hay ningún valor real de n que pueda satisfacer bn = x cuando x sea menor que 0. Sin embargo, este obstáculo se puede salvar, ampliando el dominio de definición al cuerpo de los números complejos C, pudiendo calcular logaritmos de números negativos usando el logaritmo complejo o recurriendo a la fórmula de Euler.
Las potencias consecutivas de una base forman una progresión geométrica y la de los exponentes una progresión aritmética. Por ejemplo, las potencias de 2 son 1,2,4,8,16,32,64,…, etc., y sus exponentes serán 0, 1, 2, 3, 4, …, etc., ya que 20 = 1, 21 = 2, 22 = 4, 23 = 8, y 24 = 16, etc., luego log2 1 = 0, log2 2 = 1, log2 4 = 2, log2 8 = 3 y log2 16 = 4, etc.

## Propiedades algebraicas
En esta parte se destaca la capacidad operativa del uso de logaritmos en el sentido de operaciones coligadas; mediante logaritmos, una operación se convierte en otra operación de menor nivel. Por ejemplo, un producto de n factores se reduce a una adición de n sumandos.
Ciertamente, las siguientes proposiciones funcionan como identidades para los valores de su dominio de definición. Sin embargo, el éxito de la invención y uso de los logaritmos, justamente, radicó en poder convertir productos en sumas; cocientes en restas; potencia en producto y raíz de grado n en un cociente. Este hecho permite decir que, en su momento, el uso de logaritmos produjo un cambio revolucionario en los cálculos, empleados en la astronomía, navegación y matemática financiera aplicada a la banca y los negocios colaterales.
Los logaritmos mantienen ciertas identidades aritméticas muy útiles a la hora de realizar cálculos:
- El logaritmo de un producto es igual a la suma de los logaritmos de los factores.

{\displaystyle \!\,\log _{b}(xy)=\log _{b}(x)+\log _{b}(y)\,}
- El logaritmo de un cociente es igual a la diferencia del logaritmo del numerador menos el logaritmo del denominador.

{\displaystyle \!\,\log _{b}\left({\frac {x}{y}}\right)=\log _{b}(x)-\log _{b}(y)\,}
- El logaritmo de una potencia es igual al producto entre el exponente y el logaritmo de la base de la potencia.

{\displaystyle \!\,\log _{b}(x^{y})=y\log _{b}(x)\,}
- El logaritmo de una raíz es igual al producto entre la inversa del índice y el logaritmo del radicando.

{\displaystyle \!\,\log _{b}({\sqrt[{y}]{x}})={\frac {\log _{b}(x)}{y}}\,}
En realidad la tercera y cuarta identidad son equivalentes, sin más que hacer:
{\displaystyle \!\,{\sqrt[{y}]{x}}=x^{\frac {1}{y}}\,}

### Selección y cambio de base
Entre los logaritmos más utilizados se encuentra el logaritmo natural, cuya base es e, base 10 (logaritmo común), base 2 (logaritmo binario), o en base indefinida (logaritmo indefinido). La elección de un determinado número como base de los logaritmos no es crucial, ya que, todos son proporcionales entre sí. Es útil la siguiente fórmula que define al logaritmo de x en base b (suponiendo que b, x, y k son números reales positivos y que tanto b como k son diferentes de 1):
{\displaystyle \log _{b}(x)={\frac {\log _{k}(x)}{\log _{k}(b)}}\,\!\,}
en la que k es cualquier base válida. Si hacemos k=x, obtendremos:
{\displaystyle \log _{b}(x)={\frac {1}{\log _{x}(b)}}}
El logaritmo más ampliamente utilizado es el natural, ya que tiene multitud de aplicaciones en física, matemáticas, ingeniería y en ciencias en general. También es bastante utilizado el logaritmo decimal, que se indica como {\displaystyle \log(x)\,\!\,}, en ciencias que hacen uso de las matemáticas, como la química en la medida de la acidez (denominada pH) y en física en magnitudes como la medida de la luminosidad (candela), de intensidad de sonido (dB), de la energía de un terremoto (escala sismológica de Richter), etc. En informática se usa el logaritmo en base 2 la mayoría de veces.

## Propiedades analíticas
Un estudio más profundo de los logaritmos requiere el concepto de función. Un ejemplo es la función que produce la x-ésima potencia de b para cualquier número real x, donde la base (o raíz) b es un número fijo. Esta función se escribe como
{\displaystyle f(x)=b^{x}\,}

### Función logarítmica
Para garantizar la definición de logaritmos, es necesario demostrar que para la ecuación exponencial
{\displaystyle b^{x}=y\,}
existe una única solución x, asumiendo que y es positivo y que b es positivo y distinto de 1. Una demostración de este hecho requiere del teorema del valor intermedio del cálculo elemental. Este teorema establece que una función continua que produce dos valores m y n también produce cualquier valor que se encuentre entre m y n. Una función es continua si esta no «salta», esto es, si su gráfico puede ser escrito sin levantar el lápiz del papel.
Esta propiedad se puede demostrar que se cumple para la función 
f(x) = bx. Puesto que f toma arbitrariamente valores grandes positivos y valores pequeños positivos, cualquier número y > 0 que se encuentra entre f(x0) y f(x1) para un adecuado x0 y x1. Por lo tanto, el teorema del valor intermedio asegura que la ecuación f(x) = y tiene una solución. Más aún, hay únicamente una solución para esta ecuación, puesto que la función f es estrictamente creciente (para b > 1), o estrictamente decreciente (para 0 < b < 1).
La única solución x es el logaritmo de y en la base b, logb(y). La función que asigna a cada y su logaritmo se llama función logaritmo o función logarítmica (o logaritmo a secas).

### Función inversa

Gráfico de la función logarítmica log_{b}(x) (azul) se obtiene mediante reflexión del gráfico de la función b^{x} (roja) sobre la línea diagonal (x = y).

La fórmula para el logaritmo de una potencia dice en particular que para cualquier número x,
{\displaystyle \log _{b}\left(b^{x}\right)=x\log _{b}(b)=x.}
En lenguaje llano, tomando la x-ésima potencia de b y luego el base-b logaritmo se vuelve a obtener x. De modo contrario, dado un número positivo y, la fórmula
{\displaystyle b^{\log _{b}(y)}=y}
dice que tomando primero el logaritmo y después exponenciando se vuelve a obtener y. Así, las dos maneras posibles de combinar (o componer) logaritmos y exponenciales vuelve a dar el número original. Por lo tanto, el logaritmo en base b es la función inversa de f(x) = bx.
Las funciones inversas están íntimamente relacionadas con las funciones originales. Sus gráficos se corresponden el uno con el otro mediante el intercambio de las coordenadas x e y (o por reflexión sobre la línea diagonal x = y), como se muestra en la figura de la derecha: un punto (t, u = bt) sobre el gráfico de f proporciona un punto (u, t = logbu) sobre el gráfico del logaritmo y viceversa.

### Crecimiento o decrecimiento de la función
Como consecuencia, logb(x) tiende a {\displaystyle +\infty } (se hace más grande que cualquier número dado) si x aproxima a {\displaystyle +\infty }, siempre que b sea mayor que 1. En ese caso, logb(x) es un función creciente. Para b < 1, logb(x) tiende a menos infinito en lugar de a infinito. Cuando x se aproxima a cero, logb(x) tiende a menos infinito para b > 1 (a más infinito cuando b < 1, respectivamente). En cualquier caso, y para todo valor apropiado de la base b, la gráfica de la función logarítmica corta al eje de las abscisas en el punto (1,0).

### Derivada e integral indefinida

El gráfico del logaritmo natural (verde) y su tangente en x = 1.5 (negro)

Las propiedades analíticas de las funciones pasan a sus inversas. Así, como 
f(x) = bx es una función continua y diferenciable, también lo será logb(y). Toscamente hablando, una función continua es diferenciable si su gráfico no tiene «trazos puntiagudos». Más aún, como la derivada de f(x) evaluada en ln(b)bx por las propiedades de la función exponencial, la regla de la cadena implica que la derivada de logb(x) es dada por

{\displaystyle {\frac {\text{d}}{{\text{d}}x}}\log _{b}(x)={\frac {1}{x\ln(b)}}.}

Esto es, la pendiente de la tangente que toca el gráfico del logaritmo en base-b en el punto (x, logb(x)) es igual a 1/(x ln(b)). En particular, la derivada de ln(x) es 1/x, lo que implica que la integral indefinida de 1/x es ln(x) + C.La derivada con un argumento funcional generalizado f(x) es

{\displaystyle {\frac {\text{d}}{{\text{d}}x}}\ln(f(x))={\frac {f'(x)}{f(x)}}.}

El cociente del miembro derecho es denominado derivada logarítmica de f. Calcular f'(x) por medio de la derivada de ln(f(x)) se conoce como diferenciación logarítmica. La integral indefinida del logaritmo natural ln(x) es:

{\displaystyle \int \ln(x)\,{\text{d}}x=x\ln(x)-x+C.}

Fórmulas relacionadas, tales como integrales indefinidas de logaritmos en otras bases pueden ser obtenidas de esta ecuación usando el cambio de bases.

### Representación integral del logaritmo natural

El logaritmo natural de t es el área sombreada bajo el gráfico de la función f(x) = 1/x (inversa de x).

El logaritmo natural de t concuerda con la integral de 1/x dx desde 1 a t:
{\displaystyle \ln(t)=\int _{1}^{t}{\frac {1}{x}}\,dx.}
En otras palabras, ln(t) es igual al área entre el eje x y el gráfico de la función 1/x, recorrido desde 
x = 1 a 
x = t (figura a la derecha). Esto es una consecuencia del teorema fundamental del cálculo y del hecho de que la derivada de ln(x) sea 1/x. El miembro de la derecha de esta ecuación puede servir con una definición para el logaritmo natural. Las fórmulas del producto y potencias de logaritmo pueden ser obtenidas de esta definición. Por ejemplo, la fórmula del producto 
ln(tu) = ln(t) + ln(u) se deduce como:
{\displaystyle \ln(tu)=\int _{1}^{tu}{\frac {1}{x}}\,dx\ {\stackrel {(1)}{=}}\int _{1}^{t}{\frac {1}{x}}\,dx+\int _{t}^{tu}{\frac {1}{x}}\,dx\ {\stackrel {(2)}{=}}\ln(t)+\int _{1}^{u}{\frac {1}{w}}\,dw=\ln(t)+\ln(u).}
La igualdad (1) descompone la integral en dos partes, mientras que la igualdad (2) es un cambio de variable (
w = x/t). En la ilustración de abajo, la descomposición corresponde a dividir el área en las partes azul y amarilla. Reescalando el área azul de la izquierda verticalmente mediante el factor t y contrayendo esta por el mismo factor horizontalmente no se cambia su tamaño. Moviéndola apropiadamente, el área de la gráfica se ajusta a la función 
f(x) = 1/x de nuevo. Por lo tanto, el área azul del término izquierdo, que es la integral de f(x) desde t a tu es la misma que la de la integral desde 1 a u. Esto justifica la igualdad (2) con otra demostración geométrica más.

Una demostración visual de la fórmula del producto del logaritmo natural.

La fórmula de la potencia 
ln(tr) = r ln(t) puede ser obtenida de manera similar:
{\displaystyle \ln(t^{r})=\int _{1}^{t^{r}}{\frac {1}{x}}dx=\int _{1}^{t}{\frac {1}{w^{r}}}\left(rw^{r-1}\,dw\right)=r\int _{1}^{t}{\frac {1}{w}}\,dw=r\ln(t).}
La segunda igualdad usa los cambios de variable (integración por sustitución), 
w := x1/r.
La suma sobre los inversos de los números naturales,
{\displaystyle 1+{\frac {1}{2}}+{\frac {1}{3}}+\cdots +{\frac {1}{n}}=\sum _{k=1}^{n}{\frac {1}{k}},}
es llamada serie armónica. Está estrechamente vinculada al logaritmo natural: cuando n tiende a infinito, la diferencia,
{\displaystyle \sum _{k=1}^{n}{\frac {1}{k}}-\ln(n),}
converge (es decir, se aproxima arbitrariamente cerca) a un número conocido como constante de Euler-Mascheroni. Esta relación ayuda a analizar el rendimiento de algoritmos, como quicksort.

### Trascendencia del logaritmo
El logaritmo es un ejemplo de función trascendente y desde un punto de vista teórico, el teorema de Gelfond-Schneider afirma que los logaritmos suelen tomar valores «difíciles». La declaración formal se basa en la noción de números algebraicos, que incluye a todos los números racionales, pero también números tales como la raíz cuadrada de 2 o
{\displaystyle {\sqrt {-5+{\sqrt[{3}]{\cfrac {3}{13}}}}}}
Números complejos que no son algebraicos son llamados transcendentes; por ejemplo, π y e son dos de esos números. Casi todos los números complejos son trascendentes. Usando estas nociones, el teorema de Gelfond–Scheider declara que dados dos números algebraicos a y b, logb(a) es, o un número trascendente, o un número racional p / q (en cuyo caso aq = bp, de manera que, para empezar, a y b estaban estrechamente relacionados).

## Cálculo
Los logaritmos son fáciles de calcular en algunos casos, tales como 
log10(1000) = 3. En general, los logaritmos pueden ser calculados usando series de potencias o la media aritmético-geométrica, o ser obtenidos de una tabla de logaritmos precalculada que proporciona una precisión fijada.
El método de Newton, un método iterativo para resolver ecuaciones aproximadamente, puede ser usado también para calcular el logaritmo, porque su función inversa, la función exponencial, puede ser calculada eficientemente. Usando tablas de referencias, métodos como CORDIC pueden ser usados para calcular logaritmos si las únicas operaciones disponibles son la adición y el desplazamiento de bits. Más aún, el algoritmo del logaritmo binario calcula lb(x) recursivamente basado en la repetición cuadrática de x, aprovechando la relación
{\displaystyle \log _{2}(x^{2})=2\log _{2}(x).\,}

### Serie de potencias

#### Serie de Taylor

Serie de Taylor de ln(z) at z = 1. La animación muestra las primeras 10 aproximaciones junto con las aproximaciones 99 y 100.

Para cualquier número real z que satisfaga 0 < z < 2, la siguiente serie de potencias se cumple:
{\displaystyle \ln(z)=(z-1)-{\frac {(z-1)^{2}}{2}}+{\frac {(z-1)^{3}}{3}}-{\frac {(z-1)^{4}}{4}}+\cdots }
Esta es una manera rápida de decir que ln(z) puede ser aproximado a un valor más y más preciso mediante las siguientes expresiones:
{\displaystyle {\begin{array}{lllll}(z-1)&&\\(z-1)&-&{\frac {(z-1)^{2}}{2}}&\\(z-1)&-&{\frac {(z-1)^{2}}{2}}&+&{\frac {(z-1)^{3}}{3}}\\\vdots &\end{array}}}
Por ejemplo, con z = 1.5 la tercera aproximación obtiene 0.4167, que es alrededor de 0.011 mayor que ln(1.5) = 0.405465. Esta serie aproxima ln(z) con precisión arbitraria, siempre que el número de sumandos sea lo suficientemente grande. En cálculo elemental, ln(z) es por tanto, el límite de la serie. Esta es la serie de Taylor del logaritmo natural en 
z = 1. La serie de Taylor de ln z proporciona una particular aproximación útil de ln(1+z) cuando z es pequeño, |z| << 1, puesto que
{\displaystyle \ln(1+z)=z-{\frac {z^{2}}{2}}+\cdots \approx z.}
Por ejemplo, con z = 0,1 el primer orden de aproximación da ln(1,1) ≈ 0.1, que es menor del 5 % del valor correcto 0,0953.

#### Series más eficientes
Otra serie está basada en la función argumento de tangente hiperbólica:
{\displaystyle \ln(z)=2\cdot \operatorname {artanh} \,{\frac {z-1}{z+1}}=2\left({\frac {z-1}{z+1}}+{\frac {1}{3}}{\left({\frac {z-1}{z+1}}\right)}^{3}+{\frac {1}{5}}{\left({\frac {z-1}{z+1}}\right)}^{5}+\cdots \right),}
para cualquier número real z > 0. Usando la notación sumatorio esta también puede ser escrita como
{\displaystyle \ln(z)=2\sum _{k=0}^{\infty }{\frac {1}{2k+1}}\left({\frac {z-1}{z+1}}\right)^{2k+1}.}
Esta serie se puede obtener de la serie de Taylor anterior. Converge más rápido que la serie de Taylor, especialmente si z es cercano a 1. Por ejemplo, para  , los tres primeros términos de la segunda serie aproximan ln(1,5) con un error del entorno de 3×10−6. La rápida convergencia para z cercano a 1 puede ser tomada como una ventaja de la siguiente manera.: da una aproximación de baja exactitud y ≈ ln(z) y calculando
{\displaystyle A={\frac {z}{\exp(y)}},\,}
el logaritmo de z es:
{\displaystyle \ln(z)=y+\ln(A).\,}
Cuando mejor es la aproximación inicial y, más cerca está A de 1, así que su logaritmo puede ser calculado eficientemente. A puede ser calculado usando la serie exponencial, que
converge rápidamente siempre que y no sea demasiado grande. Calculando el logaritmo de un z mayor, puede ser reducido a valores más pequeños que z mediante la escritura z = a · 10b, así que ln(z) = ln(a) + b · ln(10).
Un método íntimamente relacionado puede ser utilizado para calcular el logaritmo de enteros. De la serie anterior, se deduce que:
{\displaystyle \ln(n+1)=\ln(n)+2\sum _{k=0}^{\infty }{\frac {1}{2k+1}}\left({\frac {1}{2n+1}}\right)^{2k+1}.}
Si el logaritmo de un entero grande n es conocido, entonces esta serie obtiene una veloz serie convergente para log(n+1).

### Aproximación mediante media aritmético-geométrica
La media aritmético-geométrica da aproximaciones con gran precisión del logaritmo natural. ln(x) es aproximado con una precisión de 2−p (o p bits precisos) mediante la siguiente fórmula (dada por Carl Friedrich Gauss):
{\displaystyle \ln(x)\approx {\frac {\pi }{2M(1,2^{2-m}/x)}}-m\ln(2).}
Aquí M denota la media aritmético-geométrica. Se puede obtener mediante el cálculo repetido de la media (media aritmética) y de la raíz cuadrada del producto de dos números (media geométrica). Más aún, m es escogido tal que
{\displaystyle x\,2^{m}>2^{p/2}.\,}
Ambas, media aritmético-geométrica y las constantes π y ln(2) pueden ser calculadas mediante series convergentes muy rápidas.

## Extensiones
Es posible extender el concepto de logaritmo más allá de los reales positivos.

### Números reales
Para enteros b y x, el número {\displaystyle \log _{b}(x)\,} es irracional (no puede representarse como el cociente de dos enteros) si b o x tienen un factor primo que el otro no tiene.
El logaritmo natural de un número real positivo está bien definido y es un número real. Sin embargo, generalizar el logaritmo natural a números reales negativos solo puede hacerse introduciendo números complejos.
Sin embargo, al igual que sucede el logaritmo de números complejos la elección de logaritmo de un número negativo no es única, aunque la elección hecha es la más frecuentemente usada para extender el logaritmo a números reales negativos.

### Números complejos

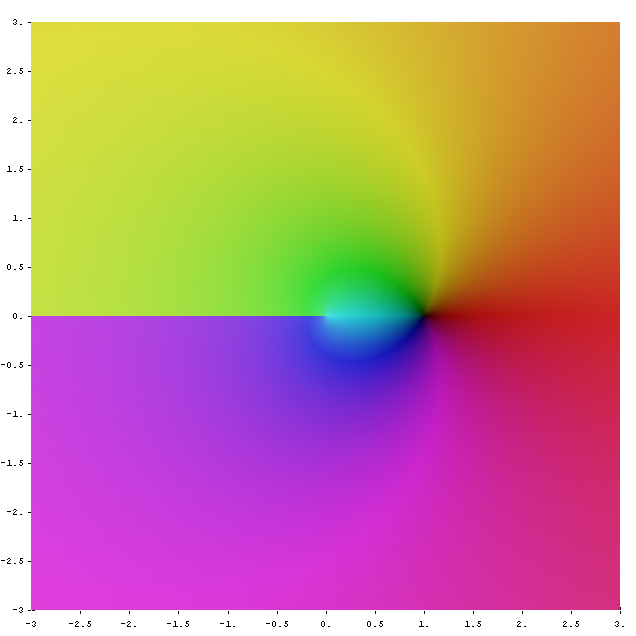
Principal rama del logaritmo complejo, Log(z).

El logaritmo natural de un número complejo z es otro número complejo b = ln(z) que sea solución de la ecuación:

(*){\displaystyle z=e^{b}\;\,}

La ecuación anterior no tiene solución única. De hecho, tiene un número infinito de soluciones, aunque todas ellas son fáciles de encontrar. Dado un número complejo z escrito en forma polar, una solución posible de la ecuación (*) es b0:

{\displaystyle b_{0}=\ln \rho +i\theta \qquad {\mbox{con}}\ z=\rho e^{i\theta }\,}

Puede comprobarse que esta no es la única solución, sino que para cualquier valor {\displaystyle k\in \mathbb {Z} \,} resulta que el número complejo bk, definido a continuación, también es solución:

{\displaystyle b_{k}=\ln \rho +i\theta +2\pi ki\qquad \Rightarrow e^{b_{k}}=\rho e^{i\theta }\cdot e^{2\pi ki}=z\,}

De hecho cada valor particular de k define una superficie de Riemann.

### Logaritmo en base imaginaria
Un logaritmo en base imaginaria es un logaritmo que tiene como base i (la unidad imaginaria). Este tipo de logaritmos se puede resolver fácilmente con la fórmula:

{\displaystyle \log _{i}(z)={{2\ln(z)} \over i\pi }.\,}

Dónde z es cualquier número complejo excepto 0. Sin embargo, cabe señalar que la fórmula anterior solo es una de las posibles soluciones ya que la ecuación:

{\displaystyle i^{\lambda }=z\,}

admite no solo la solución dada anteriormente sino que cualquier x de la forma:

{\displaystyle \lambda ={\frac {2}{i\pi }}\ln(z)+4k=\log _{i}(z)+4k,\qquad k\in \mathbb {Z} \,}

también es solución.

### Matrices
Una matriz B es logaritmo de una matriz dada A si la exponenciación de B es A:

{\displaystyle e^{B}=A\,}

A diferencia de la exponenciación de matrices, el logaritmo de una matriz real puede no estar definido siempre. En el caso de una matriz diagonalizable es necesario que logaritmo esté definido para todos y cada uno de los autovalores o valores propios de la matriz. En ese caso el logaritmo de la matriz está definido y es logaritmo de una matriz con autovalores positivos es otra matriz real. Si el 0 es un autovalor de la matriz, entonces su logaritmo no está definido.
Si el logaritmo está definido sobre el espectro o conjunto de autovalores y estos incluyen algún número negativo, aun así es posible definir una matriz logaritmo (en forma similar a como se definen los logaritmos de números negativos o complejos), aunque no resulta única.
En el caso de una matriz no diagonalizable, este proceso es más complicado, ya que requiere encontrar primero su forma canónica de Jordan.

### Logaritmo discreto
Los logaritmos discretos son los análogos en teoría de grupos de los logaritmos ordinarios. En particular, un logaritmo ordinario loga(b) es una solución de la ecuación ax = b sobre números reales o números complejos. De manera similar, si g y h son elementos de un grupo cíclico finito G, entonces una solución x de la ecuación gx = h es llamada logaritmo discreto en la base g de h en el grupo G.
Si (G,·) es un grupo cíclico finito de orden n, donde · es el operador multiplicación, si se escoge un generador g de G, entonces cada elemento h de G puede ser escrito como h = gk para algún entero k, de manera que la función
{\displaystyle \operatorname {log} _{g}:G\rightarrow \mathbb {Z} /n\mathbb {Z} }
asigna a cada h la clase de equivalencia módulo n de k, esto es, todos los k que cumplan que h ≡ gk mod n.
Este logaritmo tiene aplicaciones en criptografía, en especial en el método de intercambio de claves de Diffie-Hellman o en el sistema de ElGamal.

## Historia

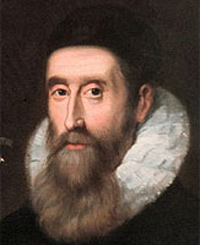
John Napier (Neper), fue el primero que definió y desarrolló los logaritmos.

El método de cálculo mediante logaritmos fue propuesto por primera vez, públicamente, por John Napier (latinizado Neperus) en 1614, en su libro titulado Mirifici Logarithmorum Canonis Descriptio. Joost Bürgi, un matemático y relojero suizo al servicio del duque de Hesse-Kassel, concibió por primera vez los logaritmos; sin embargo, publicó su descubrimiento cuatro años después que Napier. La inicial resistencia a la utilización de logaritmos fue cambiada por Kepler, por el entusiasta apoyo de su publicación y la impecable y clara explicación de cómo funcionaban.
Este método contribuyó al avance de la ciencia, y especialmente de la astronomía, facilitando la resolución de cálculos muy complejos. Los logaritmos fueron utilizados habitualmente en geodesia, navegación marítima y otras ramas de la matemática aplicada, antes de la llegada de las calculadoras y computadoras. Además de la utilidad en el cálculo, los logaritmos también ocuparon un importante lugar en las matemáticas más avanzadas; el logaritmo natural presenta una solución para el problema de la cuadratura de un sector hiperbólico ideado por Gregoire de Saint-Vincent en 1647.
Napier no usó una base tal como ahora se entiende pero, sus logaritmos, como factor de escala, funcionaban de manera eficaz con base 1/e. Para los propósitos de interpolación y facilidad de cálculo, eran útiles para hallar la relación r en una serie geométrica tendente a 1. Napier escogió r = 1 - 10−7 = 0,999999 (Bürgi eligió r = 1 + 10−4 = 1,0001). Los logaritmos originales de Napier no tenían log 1 = 0, sino log 107 = 0. Así, si N es un número y L es el logaritmo, Napier calcula: N = 107(1 − 10−7)L. Donde (1 − 10−7)107 es aproximadamente 1/e, haciendo L/107 equivalente a log1/e N/107. Véase logaritmo neperiano.
Inicialmente, Napier llamó «números artificiales» a los logaritmos y «números naturales» a los antilogaritmos. Más tarde, Napier usa la palabra logaritmo en el sentido de un número que indica una proporción: λόγος (logos) el sentido de proporción, y ἀριθμός (arithmos) significado número, y se define, literalmente, como «un número que indica una relación o proporción». Se refiere a la proposición que fue hecha por Napier en su «teorema fundamental», que establece que la diferencia de dos logaritmos determina la relación de los números a los cuales corresponden, de manera que una progresión aritmética de logaritmos corresponde a una progresión geométrica de números. El término antilogaritmo fue introducido a finales del siglo XVII y, aunque nunca se utilizó ampliamente en matemáticas, perduró en muchas tablas, hasta que cayó en desuso.